# 2-Brommesitylen
2-Brommesitylen ist eine chemische Verbindung des Broms aus der Gruppe der Mesitylenderivate.

## Gewinnung und Darstellung
2-Brommesitylen kann durch Reaktion von Mesitylen mit Brom gewonnen werden.

## Eigenschaften
2-Brommesitylen ist eine hellgelbe klare Flüssigkeit, die praktisch unlöslich in Wasser ist.

## Verwendung
2-Bromsitylen kann als Reaktant für die Bildung von Kohlenstoff-Kohlenstoff-Bindungen und für Spaltungsreaktionen verwendet werden.